# Jill Robinson
Jill Schary Robinson (Los Ángeles, California, 30 de mayo de 1936-Beverly Hills, California, 20 de julio de 2024) fue una novelista, ensayista y profesora estadounidense. Nació y vivió toda su vida en Los Ángeles, y sus memorias abordan los temas de la adicción, la recuperación y el crecimiento durante la época dorada de Hollywood.

## Biografía

### Primeros años de vida
Schary Robinson nació en una familia judía, hija de Dore Schary, escritor, productor y cabeza de MGM, además ganadora de premios Oscar y Tony, y Miriam Svet, pintora. En 1956, se casó con Jon Courrier Zimmer, entonces teniente de la Reserva Naval de los Estados Unidos, en una ceremonia judía en Beverly Hills.
Era amiga personal de la afamada Jane Fonda, a quien conocía desde su infancia al ser compañeras en la escuela primaria.

### Carrera de escritura
Robinson se formó como redactora publicitaria de la agencia de publicidad FCB con Helen Gurley Brown. Robinson también escribió sobre temas de mujeres para Cosmopolitan y cubrió juicios políticos para SoHo Weekly News. Su primera memoria, With a Cast of Thousands, trata sobre sus experiencias al crecer entre celebridades como Jane Fonda, Spencer Tracy, Elizabeth Taylor y Adlai Stevenson. También entrevistó a personalidades políticas y cinematográficas en KPFK y KLAC.
Las aclamadas memorias de Robinson de 1974 sobre la adicción a las drogas, Bed/Time/Story, se convirtieron en una película para televisión llamada A Cry For Love. Reseñó libros y escribió artículos para The New York Times, Los Angeles Times, Vanity Fair, The Washington Post y las ediciones estadounidense y francesa de Vogue  
Durante la década de 1980, Robinson se mudó a Londres y escribió una serie de columnas sobre ser estadounidense en Gran Bretaña para el Daily Telegraph de Londres. Su historia de Vanity Fair sobre Roman Polanski se incluyó en el libro de George Plimpton The Best American Movie Writing de 1998.
En 1999, el autor Jonathan Lethem describió Past Forgetting de 1999 como una "memoria silenciosamente conmovedora que relata esa gran rareza, una pérdida de memoria verdaderamente abarcadora y persistente". Robinson y su esposo Stuart Shaw también actuaron en cruceros y leyeron su obra Falling in Love When You Thought You Were Through (adaptada de sus memorias, publicadas en 2002).
En 2005, Robinson recibió una subvención vitalicia para desarrollar el programa sin fines de lucro Wimpole Street Writers, que continúa tanto en Londres como en Los Ángeles.
En 2009, contribuyó decisivamente a salvar la casa de retiro del Motion Picture and Television Fund.

### Vida privada y muerte
Estuvo casada dos veces. De su primer matrimonio, con Zimmer, nacieron sus dos únicos hijos, entre los que se incluye a Jeremy Zimmer, el CEO de United Talent Agency. Su segundo matrimonio fue con Jeremiah Robinson, de quien adoptó su apellido artístico. Ambos matrimonios terminaron en divorcio. Su último matrimonio fue con Stuart Shaw, con quien permaneció hasta su fallecimiento.
Robinson murió en su casa de Beverly Hills, California, el 20 de julio de 2024, a la edad de 88 años.

## Obras
Los principales trabajos publicados de Robinson son:
- With a Cast of Thousands, 1963
- Thanks for the Rubies, Now Please Pass the Moon, 1972
- Bed/Time/Story, 1974
- Perdido, 1978
- Dr. Rocksinger and the Age of Longing, 1982
- Follow me Through Paris, 1983
- Star Country, 1998
- Olvido del pasado, 1999
- Falling in Love When..., 2002